# 小さき勇者たち〜ガメラ〜オリジナルサウンドトラック
『小さき勇者たち〜ガメラ〜 オリジナルサウンドトラック』（ちいさきゆうしゃたち ガメラ オリジナルサウンドトラック）は、2006年4月26日にエイベックス・マーケティング・コミュニケーションズからリリースされた2006年の特撮映画『小さき勇者たち〜ガメラ〜』のサウンドトラック。
1 - 34曲目までは上野洋子作曲による『小さき勇者たち〜ガメラ〜』オリジナルサウンドトラック、35曲目以降はボーナス・トラックとなっており、ガメラの40年間で使われた楽曲が一部収録されている。最後の54曲目はminkが唄う主題歌、「Eternal Love」のCMJKによるリミックス。

## 収録曲
1. 1973年 ガメラ散華
2. メインタイトル
3. テレビの中の事件
4. トトおかわりは？
5. 麻衣のベランダ
6. 手のひらの上の誕生
7. 眠りにつく透
8. 亀は空を飛ぶ？
9. トトの冒険
10. 予感
11. ないない。変わった事なんて絶対・・・
12. 帰り道 透と麻衣
13. 伝わったぬくもり
14. 救命胴衣を発見
15. トト・・・どこだよ
16. 夢の中のトト
17. 上陸した恐怖
18. 開戦
19. 橋架の闘い
20. 去っていく瞳
21. 父さんの知ってるガメラ
22. 駅 始まる冒険
23. ジーダスが名古屋港に！
24. 避難 混乱 群衆
25. ガメラの咆哮
26. トトにだね？
27. キセキのキセキ～赤い石
28. 強敵の攻撃
29. 届けたい トトヘ！
30. 前だけ見て走れ
31. トトとトトの心
32. 回転ジェット
33. 透の見つめる決戦
34. 小さき勇者たち
35. 「大怪獣ガメラ」 ガメラ鳴き声（1965年）
36. 「大怪獣決闘 ガメラ対バルゴン」ガメラ鳴き声（1966年）
37. 「大怪獣空中戦 ガメラ対ギャオス」 ガメラ鳴き声（1967年）
38. 「ガメラ対宇宙怪獣バイラス」 ガメラ鳴き声（1968年）
39. 「ガメラ対大悪獣ギロン」 ガメラ鳴き声（1969年）
40. 「ガメラ対大魔獣ジャイガー」 ガメラ鳴き声（1970年）
41. 「ガメラ対深海怪獣ジグラ」 ガメラ鳴き声（1971年）
42. 「宇宙怪獣ガメラ」 ガメラ鳴き声（1980年）
43. 「ガメラ 大怪獣空中決戦」 ガメラ鳴き声（1995年）
44. 「ガメラ2レギオン襲来」 ガメラ鳴き声（1996年）
45. 「ガメラ3邪神<イリス>覚醒」 ガメラ鳴き声（1999年）
46. 「小さき勇者たち 〜ガメラ〜」 ガメラ鳴き声5cmガメラ（トト）Ver.1(2006年)
47. 「小さき勇者たち 〜ガメラ〜」 ガメラ鳴き声5cmガメラ（トト）Ver.2(2006年)
48. 「小さき勇者たち 〜ガメラ〜」 ガメラ鳴き声1mガメラ（トト)（2006年)
49. 「小さき勇者たち 〜ガメラ〜」 ガメラ鳴き声新生ガメラVer.1（2006年)
50. 「小さき勇者たち 〜ガメラ〜」 ガメラ鳴き声1mガメラ（トト)（2006年)
51. 朝日ソノラマ刊「ガメラ対大悪獣ギロン」ソノシート・ドラマ 前編
52. ガメラマーチ
53. 朝日ソノラマ刊「ガメラ対大悪獣ギロン」ソノシート・ドラマ 後編
54. Eternal Love (Remix Version)